# Facundo Pellistri
Facundo Pellistri Rebollo (Montevidéu, 20 de Dezembro de 2001) é um futebolista uruguaio que atua como atacante. Atualmente joga no Panathinaikos.

## Carreira

### Peñarol
É formado pela academia de juniores de Peñarol e jogou futebol juvenil com La Picada e River Plate Montevidéu. Ele fez sua estreia profissional em 11 de agosto de 2019 no empate 2-2 do Peñarol contra o Defensor Sporting . Ele marcou seu primeiro gol em 6 de novembro de 2019 em uma vitória por 3-1 contra o Cerro .

### Manchester United
Em 5 de outubro de 2020, Pellistri ingressou no Manchester United por uma taxa informada de quase € 10 milhões.

#### Empréstimo para o Alavés
Em 31 de janeiro de 2021, Pellistri ingressou no Deportivo Alavés por empréstimo até o final da temporada.

#### Empréstimo para o Granada
Em 31 de janeiro de 2024, Pellistri ingressou no Granada por empréstimo até o final da temporada.

### Panathinaikos
Em 21 de agosto de 2024, Pellistri assinou com o Panathinaikos, clube do Campeonato Grego de Futebol, por um contrato de quatro anos. O valor foi de € 6 milhões (£ 5,1 milhões) com até € 2 milhões em complementos baseados em desempenho, com o Manchester United também mantendo uma cláusula de venda de 45%, bem como uma opção de recompra de três anos.

## Seleção Uruguaia
Pellistri é um ex-internacional juvenil uruguaio, tendo feito duas partidas na categoria sub-16 em 2017.
Foi convocado pela primeira vez para a seleção principal no dia 7 de janeiro de 2022, para as Eliminatórias da Copa do Mundo FIFA de 2022 contra o Paraguai e Venezuela. Ele fez sua estreia internacional em 27 de janeiro, na vitória fora de casa por 1 a 0 contra o Paraguai.
Pellistri foi incluído na seleção para a Copa do Mundo FIFA de 2022, sendo foi titular no primeiro jogo do Uruguai no torneio, contra a Coreia do Sul, antes de ser substituído por Guillermo Varela.
Pellistri marcou seu primeiro gol internacional pelo Uruguai contra o México em um amistoso em 5 de junho de 2024 no Empower Field at Mile High, nos Estados Unidos. Ele também contribuiu com uma assistência para Darwin Núñez em seu hat-trick na vitória por 4 a 0.
Pellistri foi convocado para a Copa América de 2024, marcando seu único gol na competição contra a Bolívia.

## Vida pessoal
Nasceu em uma família de origem espanhola e italiana. Pellistri tem passaporte espanhol, pois a avó de seu pai era natural da cidade de A Coruña, na Galiza . Sebastián Teysera, vocalista da banda de rock uruguaia La Vela Puerca é o padrinho de Pellistri.
Foi elogiado altamente por sua agilidade rápida, técnica e visão estratégica no campo.

## Títulos
Manchester United
- Copa da Liga Inglesa: 2022–23